# کازوما ماتسوشیتا
کازوما ماتسوشیتا (انگلیسی: Kazuma Matsushita؛ زادهٔ ۲۵ ژوئن ۱۹۸۲) بازیکن فوتبال اهل ژاپن است.